# Žralok spanilý
Žralok spanilý (Carcharhinus amblyrhynchos) je druh žraloka z čeledi modrounovitých.
Do této čeledi patří i žralok bělocípý (Carcharhinus albimarginatus), který je žraloku spanilému velmi podobný. Žralok spanilý se vyskytuje nejčastěji ve slaných vodách tropů a subtropů, okolo atolů, korálových útesů a v lagunách. Obvykle žije do 60 metrů pod hladinou, ale jeho přítomnost byla zaznamenána i v mnohem větších hloubkách (až 1000 metrů). Dosahuje délky až 2,6 metru a hmotnosti okolo 34 kilogramů. Pro člověka není příliš nebezpečný, pokud se ovšem cítí ohrožen, může dojít k obrannému kousnutí. Předtím ale tzv. exhibičním plaváním, při kterém se nahrbí, dá najevo svou agresivitu. Toto chování je typické spíše u jedinců, ve skupině se příliš neprojevuje. Žralok spanilý patří mezi téměř ohrožené druhy, což je způsobeno jeho vysokým výlovem.

## Výskyt
Žralok spanilý je typický pro Indický a Tichý oceán, konkrétněji pak pro oblast Madagaskaru, Mauricia a Seychel. Dále ho nalezneme v Rudém moři, u pobřeží Jihoafrické republiky, kde je označován jako Carcharhinus wheeleri (žralok Wheelerův). Další dlouhá oblast jeho výskytu se táhne od jižní Číny po severní Austrálii a souostroví Tuamotu.

## Popis
Ačkoliv může žralok spanilý dosáhnout délky 2,6 metru (což je maximum), jeho průměrná délka činí necelé 2 metry. Nejtěžší zvážený jedinec měl hmotnost 34 kg. Hřbet má tmavě šedý, břicho bledé až bílé. Ocasní ploutev má okraj zbarvený do černa, zadní strana prsních a pánevních ploutví je černá celá. Má velké oči a protáhlý rypec. Jeho čelisti jsou opatřeny trojúhelníkovitými zuby.
Žralok spanilý bývá občas zaměňován se žralokem černoploutvým (Carcharhinus melanopterus).
Aktivní je hlavně v noci. Ploutve žraloka spanilého jsou velmi ceněné, jeho maso je velmi oblíbené. Je lákadlem pro turisty například v oblasti Malediv.

## Potrava
Žralok spanilý loví útesové ryby, většinou dlouhé do 30 cm, ale i malé žraloky, hlavonožce a korýše. Potravu si shání za šera a v noci. Když loví, dokáže vyvinout rychlost až 48 km/h.

## Rozmnožování
Žralok spanilý je živorodý. Samice je březí přibližně 12 měsíců a v jednom vrhu se narodí 1 až 6 mláďat. Mládě měří po narození asi 45 až 60 cm. Dospělosti dosahuje žralok spanilý v 7 letech a dožívá se i více než 25 let.